# شهرستان جبیل
ناحیه جبیل (به عربی: قضاء جبیل) یک سکونتگاه مسکونی در لبنان است که در استان جبل لبنان واقع شده‌است.

## خصوصیات
ناحیه جبیل ۴۳۰ کیلومترمربع مساحت و ۸۲٬۵۰۰ نفر جمعیت دارد.